# بيت هير
بيت هير (بالإنجليزية: Beth Herr)‏ مواليد 28 مايو 1964، هي لاعبة كرة مضرب أمريكية سابقة بدأت مسيرتها كمحترفة سنة 1981، اعتزلت اللعب في 1990. كما أنها إحدى بطلات الجراند سلام. أعلى تصنيف لها في الفردي كان المركز الـ 31 في سنة 1983.

## النهائيات

### الفردي (الوصافة 1)
| الحصيلة | الرقم | التاريخ      | الدورة           | الأرضية | المنافس     | النتيجة       |
| ------- | ----- | ------------ | ---------------- | ------- | ----------- | ------------- |
| الفوز   | 1.    | 24 مارس 1986 | فينيكس (أريزونا) | ترابية  | آن هنريكسون | 6–0, 3–6, 7–5 |

## روابط خارجية
- بيت هير على موقع رابطة محترفات التنس (الإنجليزية)
- بيت هير على موقع الاتحاد الدولي لكرة المضرب (الإنجليزية)
- بيت هير على موقع خلاصة التنس.كوم (الإنجليزية)